# Ancillary data
Il termine inglese Ancillary data (abbreviato talvolta ANC data e reso spesso in italiano come dati ausiliari) indica, nel contesto della tecnologia televisiva, l'integrazione e la trasmissione di informazioni non video all'interno di flusso video. Il caso più comune e più diffusamente usato è l'integrazione di canali di audio digitale in un segnale SDI.
Gli Ancillary data sono definiti dallo standard SMPTE 291M: Ancillary Data Packet and Space Formatting.  

## Televisione
I dati ausiliari (comunemente abbreviati in dati ANC), nel contesto dei sistemi televisivi, si riferiscono a un mezzo con cui le informazioni non video (come l'audio, altre forme di essenza e metadati) possono essere incorporate nell'interfaccia digitale seriale. I dati ausiliari sono standardizzati da SMPTE come SMPTE 291M: Ancillary Data Packet and Space Formatting.
I dati ausiliari possono essere posizionati in porzioni non di immagine delle linee di scansione orizzontali. Questo è noto come dati ancillari orizzontali (Horizontal ANCillary, HANC). I dati ausiliari possono essere posizionati anche in regioni non immagine dell'inquadratura, questo è noto come dati ausiliari verticali (Vertical ANCillary, VANC).

### Dettagli tecnici

#### Posizionamento
I pacchetti dei metadati possono essere posizionati ovunque all'interno di un flusso SDI, con le seguenti eccezioni:
- Linee identificate come punti di commutazione (definiti per i diversi standard video in SMPTE RP168), dove potrebbero essere persi in caso di commutazione tra due sorgenti.
- Area del video attivo.
- Tra i pacchetti TRS (timing reference signal).

Una divisione comunemente applicata è tra due tipi di pacchetti, in base al posizionamento. Alcuni tipi specifici di Ancillaty data sono spesso obbligatoriamente di uno o dell'altro tipo.
- I pacchetti posizionati nella zona della cancellazione orizzontale (dopo il pacchetto EAV ma prima del SAV, indipendentemente dal numero di linea, sono chiamati  horizontal ancillary data o HANC.  I pacchetti HANC sono di solito usati per i dati con maggiore larghezza di banda o che devono essere sincronizzati con una particolare linea. Il tipi di HANC più comune è l'audio embedded.

- I pacchetti posizionati nella zona della cancellazione verticale, dopo il pacchetto SAV e prima del pacchetto EAV, sono chiamati vertical ancillary data o VANC.  I pacchetti VANC sono usati per i pacchetti a banda stretta o per i dati che richiedono un aggiornamento solo ogni quadro, per esempio i sottotitoli e i pacchetti VPID sono di solito VANC.

I pacchetti posizionati nelle zone appartenenti sia agli intervalli orizzontali che a quelli verticali ono considerati HANC.

#### Formato dei pacchetti
Tutti i pacchetti ANC devono iniziare con una sequenza di start; per le interfacce a componenti (l'unico tipo di interfaccia video seriale in uso oggi), questa sequenza è 0 0x3FF 0x3FF, sequenza che non è consentita in nessun altro punto del flusso video.  
Dopo la sequenza di start, seguono tre parole:
- Data Identifier (DID)
- Secondary Data Identifier (SDID) oppure Data Block Number (DBN)
- Data Count (DC).
- Da 0 a 255 (inclusive) User Data Words (UDW)
- Checksum (CS).

##### DID
Il Data Identifier (insieme allo SDID, se usato), indica a quale tipo di dati corrisponde il pacchetto. I Data Identifier assumono valori da 1 a 255, lo 0 è riservato. Dal momento che l'interfaccia SDI è a 10 bit, la parola è codificata come segue:
- Bit 0-7 (bit 0 come LSB - least significant bit): valore del DID.
- Bit 8: bit di parità (pari) dei bit 0-7.
- Bit 9: inverso del bit 8.

Quindi un valore esadecimale 61 è codificato come 161, mentre 63 come 263. Si noti come lo schema di codifica garantisce che non sia mai utilizzato un valore riservato nell'interfaccia (0-3 e 1020-1023).
Se il DID è 128 (80 esadecimale) o maggiore, il pacchetto viene definito pacchetto di tipo 1: in questo caso il DID è tutto ciò che serve per identificare il pacchetto e la parola seguente è un Block Data Number. Viceversa, se il DID è inferiore a 128, il pacchetto è un pacchetto di tipo 2 e le parole che seguono sono i Secondary Data Identifier; il pacchetto è identificato dalla coppia DID e SDID.

##### SDID
Lo SDID è velido solo se il DID è inferiore a 128 (80 esadecimale). Lo SDID è nominalmente un valore a 8 bit, da 0 a 255. è codificato nello stesso modo del DID.
Per esempio, una coppia DID/SDID di 161 101 (esadecimali) corrispondono a un DID pari a 61 e uno SDID pari a 1 (una volta rimossi i due MSB: questi due valori sono definiti dallo standard SMPTE 334M, e contengono i sottotitoli delle trasmissioni DTV.

##### DBN
Valido solo per DID superiori a 128 (80 esadecimale), il DBN è usato per identificare pacchetti multipli dello stesso tipo. Per ogni pacchetto il DBN è incrementato di uno, nell'intervallo da 1 a 255 (da 1 a FF esadecinale), il valore 0 è riservato, quindi "illegale".
Il DBN è un valore a 8 bit, codificato nello stesso modo dello SDID.

##### DC
Il Data Count è un valore a 8 bit, codificato allo stesso modo del DID, che indica quanti UDW seguono, da 0 a 255.

##### UDW
User data words, il contenuto attivo del pacchetto ANC, cioè i dati veri e propri. Non esiste una definizione a livello SMPTE dei dati contenuti in questi pacchetti, l'unica restrizione è che non possono contenere valori riservati, (da 0-3 a 1020-1023). Molti dei dati sono codificati a 8 bit nello stesso modo degli header.

###### Esempio
SMPTE 352M (Video Payload ID) definisce quattro UDW:
| Bits  | Byte 1 | Byte 2                                            | Byte 3                                                               | Byte 4                                                                 |
| ----- | ------ | ------------------------------------------------- | -------------------------------------------------------------------- | ---------------------------------------------------------------------- |
| Bit 7 | 1      | Trasporto interlacciato (0) o progressivo (1)     | Riservato                                                            | Riservato                                                              |
| Bit 6 | 0      | Immagine interlacciata (0) o progressiva (1)      | Campionamento orizzontale Y´/Y 1920 (0) o 2048 (1)                   | Riservato                                                              |
| Bit 5 | 0      | Riservato                                         | Riservato                                                            | Riservato                                                              |
| Bit 4 | 0      | Riservato                                         | Riservato                                                            | Gamma dinamica 100% (0h), 200% (1h), 400% (2h), Riservato (3h)         |
| Bit 3 | 1      | Velocità d'immagine (vedere tabella 2 SMPTE 352M) | Struttura di campionamento (vedere tabella 3 e nota 1 di SMPTE 352M) | Gamma dinamica 100% (0h), 200% (1h), 400% (2h), Riservato (3h)         |
| Bit 2 | 0      | Velocità d'immagine (vedere tabella 2 SMPTE 352M) | Struttura di campionamento (vedere tabella 3 e nota 1 di SMPTE 352M) | Riservato                                                              |
| Bit 1 | 0      | Velocità d'immagine (vedere tabella 2 SMPTE 352M) | Struttura di campionamento (vedere tabella 3 e nota 1 di SMPTE 352M) | Profondità di bit 8 bit (0h), 10 bit (1h), 12 bit (2h), Riservato (3h) |
| Bit 0 | 1      | Velocità d'immagine (vedere tabella 2 SMPTE 352M) | Struttura di campionamento (vedere tabella 3 e nota 1 di SMPTE 352M) | Profondità di bit 8 bit (0h), 10 bit (1h), 12 bit (2h), Riservato (3h) |

##### Checksum
Il checksum è calcolato tramite la somma (modulo 512) dei bit 0-8 (quindi escludendo il 9), di tutte le parole nel pacchetto, tranne la sequenza di start. Il bit 9 del checksum è il bit 8 invertito.
La parola di checksum non contiene un bit di parità ma tutti i bit di parità delle altre parole sono incluse nel calcolo.

### Utilizzo
Gli usi degli Ancillary data sono molteplici:

#### Audio embedded
L'audio embedded (reso in italiano anche come audio embeddato) è un flusso audio trasportato all'interno di un flusso video. Di solito, anche se non necessariamente, si tratta dei canali audio associato al video in questione. Due standard SMPTE, SMPTE 272M (SD) e SMPTE 299M (HD) definisco il modo in cui i dati audio sono inseriti nel video. Entrambi gli standard prevedono fino a 16 canali di audio digitale PCM, divisi in quattro gruppi e di solito codificati nel formato AES3. In entrambi i casi, i pacchetti audio sono posizionati come HANC nello spazio dei dati Cb/Cr (crominanza).
Gli standard definiscono anche dei pacchetti di controllo audio, inseriti nello spazio dei dati Y e inseriti su ogni semiquadro due linee dopo il punto di commutazione. Questi pacchetti contengono metadati relativi all'audio, come le temporizzazioni, i canali presenti, ecc.
I pacchetti audio sono di tipo 1.

#### EDH
I pacchetti EDH sono utilizzati per la rivelazione e la gestioni di errori di trasmissione sui flussi video a definizione standard. Non sono necessari sui flussi HD poiché questi ultimi integrano un controllo CRC.  